# Spitzbubenhöhle
Die Spitzbubenhöhle ist eine 30 Meter lange Horizontalhöhle in einem Trockental bei Eselsburg im baden-württembergischen Landkreis Heidenheim. Ausgrabungen Anfang der 1970er Jahre haben gezeigt, dass die Höhle bereits am Ende der letzten Kaltzeit wiederholt von kleineren Menschengruppen begangen wurde. Die erste schriftliche Erwähnung der Höhle ist in der Oberamtsbeschreibung des Oberamtes Heidenheim von 1844 belegt.

## Geographische Lage
Die Spitzbubenhöhle liegt in einem Weißjura-Felsstotzen am östlichen Hang eines schmalen, kurzen Trockentals, das wenige hundert Meter südwestlich der Ortschaft Eselsburg in das Brenztal mündet. Die Höhleneingänge liegen etwa 6 Meter über der Talsohle auf 505 m ü. NHN, rund 30 Meter über dem Brenztalniveau.

## Topographie
Dem nördlichen Höhleneingang schließt sich mit ungefähr östlicher Ausrichtung ein leicht ansteigender, schmaler Gang an, der sich zunehmend verengt und nach etwa 10 Metern durch Sediment verschlossen ist. Neben einem 8 Meter breiten Abri – bei dem es sich vermutlich um die Reste einer Kluftfugenhöhle handelt – befindet sich der Eingang zu einem kleinen, nach Süden ausgerichteten Höhlenraum, der im hinteren Teil über einen weiteren Zugang verfügt. Die beiden Höhlengänge sind tiefer im Fels miteinander verbunden, die Spitzbubenhöhle hat dadurch einen annähernd Y-förmigen Grundriss.

## Forschungsgeschichte
Erste Ausgrabungen an der Spitzbubenhöhle führte Prof. Eugen Gaus Anfang des 20. Jahrhunderts durch. Gaus war Gründer des heutigen Museums Schloss Hellenstein, das er zum Teil mit selbst ergrabenen Exponaten ausstattete. Er legte im Bereich des Abris, vor dem Südeingang und im Hang vor der Höhle Schnitte an. Zahlreiche Raubgrabungen folgten, bis dem Staatlichen Amt für Denkmalpflege in Stuttgart mehrere Lesefunde aus der Spitzbubenhöhle übergeben wurden. Daraufhin wurde das Institut für Urgeschichte in Tübingen mit einer Sondage beauftragt, die unter der Leitung von Hansjürgen Müller-Beck im April 1970 durchgeführt wurde. In zwei Grabungskampagnen im August 1970 und Juli 1971 wurden Abri und Südteil der Spitzbubenhöhle unter Joachim Hahn ausgegraben.

## Stratigraphie und Funde

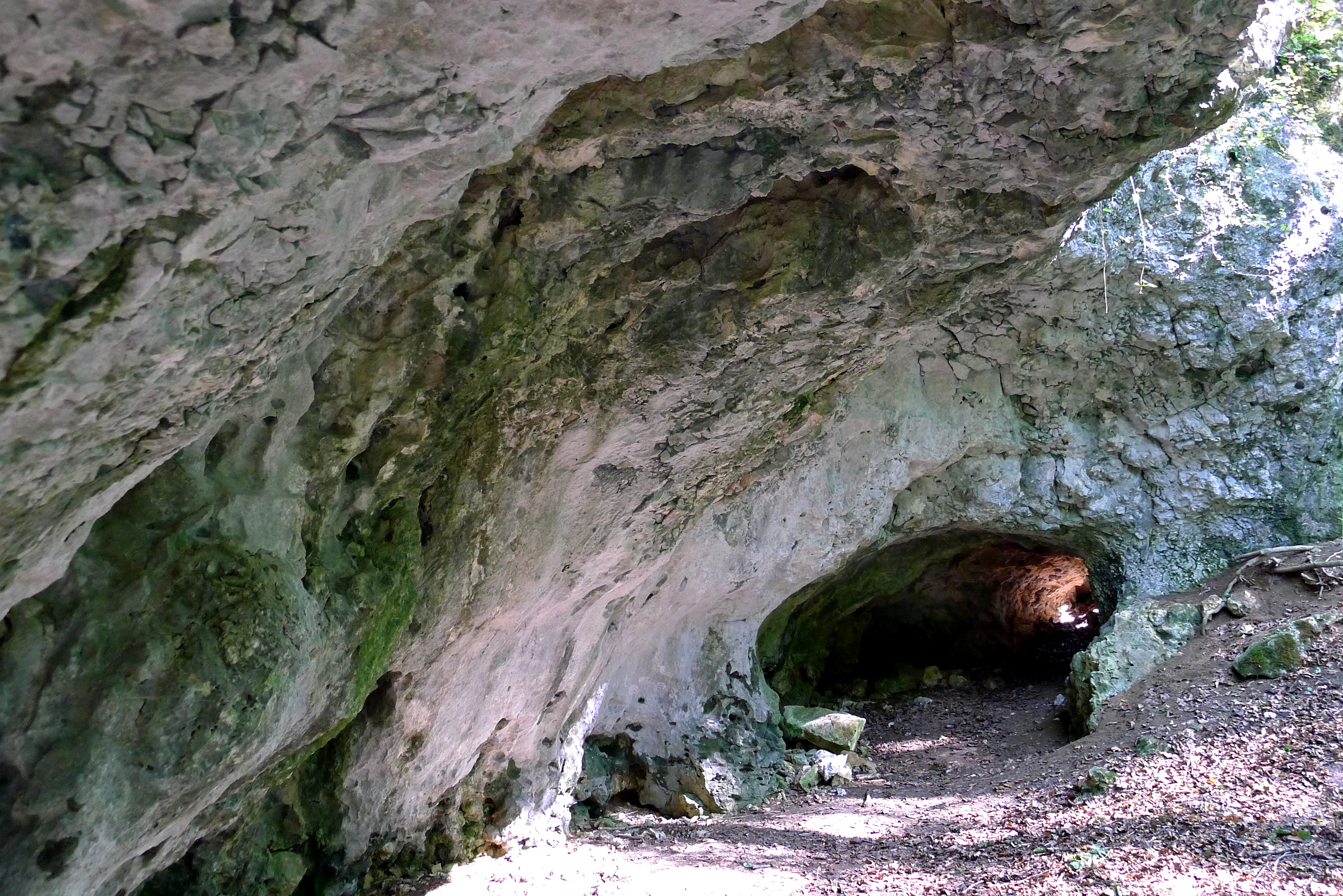
Eingang der Spitzbubenhöhle

### Stratigraphie
Hahn konnte im Laufe der Ausgrabungen vierzehn geologische Horizonte (GH) unterscheiden. Vor allem in der nördlichen Hälfte des Abris zeigte sich die Schichtenfolge durch Raubgrabungen zerstört, im Südteil der Höhle waren die oberen Straten durch Tierbauten stark durchmischt. Unmittelbar vor der hinteren Höhlenwand in einer Nische fand sich im GH 7 eine wahrscheinlich mittelalterliche Feuerstelle. Mit einigen wenigen urnenfelderzeitlichen und bandkeramischen Scherbenfunden repräsentierte sie den archäologischen Horizont (AH) 1. Eine weitere, magdalénienzeitliche Fundschicht AH 2 fand sich vor und hinter dem Südeingang der Höhle. Sie streute über GH 8 und GH 9 und enthielt Artefakte vor allem im Wandbereich.

### Funde
Alle in situ gemachten Funde wurden dreidimensional eingemessen, die Höhlensedimente anschließend in der nahen Brenz geschlämmt. Die Spitzbubenhöhle lieferte ein relativ kleines Inventar an jungpaläolithischen Steinartefakten und lediglich ein Knochenwerkzeug. Demgegenüber steht eine große Anzahl an zur Markgewinnung zerschlagener Knochen. Aufgrund der großen Jagdbeute und anhand der Anzahl aufgefundener Kerne, ging Hahn davon aus, dass mindestens 2/3 der ursprünglich vorhandenen Steinwerkzeuge durch Raubgrabungen, Bodenfließen und Erosion verloren gegangen sein müssen.

#### Werkzeuge
Alle Steinartefakte bestehen aus Bohnerzjaspis oder Hornstein, das Rohmaterial stammt aus lokalen Vorkommen der näheren Umgebung der Höhle.
Einschließlich der 7 Stücke aus dem Lesefund wurden insgesamt 189 Steinartefakte geborgen. 16 Teile ließen sich an den Bruchflächen zu Werkzeugen zusammensetzen, mehr als 10 % der Abschläge, Klingen und Kerne konnten flächig aufeinandergelegt, und damit als von derselben Knolle stammend, identifiziert werden. Das Inventar umfasst neben Abschlägen und Klingen auch Kratzer, Schaber, Bohrer, Stichel, retuschierte Lamellen und Absplisse.
Die Bearbeitungsspuren auf dem einzelnen Knochenwerkzeug zeigen, dass es bewusst mit einer Krümmung aus dem Knochen herausgearbeitet wurde, die konvexe Form also nicht durch Biegen oder Verzug entstanden ist. Demnach handelt es sich nicht um eine Geschossspitze oder einen Pfriem, sondern könnte Teil eines Fischspeers gewesen sein, wie er heute noch von den Netsilik-Inuit verwendet wird.

#### Faunareste
Ein Großteil der Faunareste stammt von zehn Großsäugern (Pferd und Rentier) mit etwa 2600 kg Lebendgewicht. Andere Tierarten spielten bei der Nahrungsbeschaffung nur eine untergeordnete Rolle. Nachgewiesen werden konnten Knochen von Eis- oder Rotfuchs, Hase, Wollnashorn, Höhlenlöwe, Luchs und Huchen. Kleinsäuger waren durch Feld- und Erdwühlmaus sowie den Halsbandlemming vertreten.